# Juharszirup
A juharszirup nagyon értékes természetes édesítőszer. Sok aminosavat, vitaminokat valamint ásványi anyagokat tartalmaz. A világon több mint 200 juharfajtát tartanak számon, és sok fajta alkalmas a nedv kinyerésére, a juharszirupot elsősorban mégis az Észak-Amerika keleti részén honos cukorjuhar (Acer saccharum) fa nedvéből állítják elő, de alkalmas rá a vörös juhar (Acer rubrum) és a fekete juhar (Acer nigrum) is.  Karamellaszirupra emlékeztető ízével, mézszerű állagával édes süteményekhez, illetve fagylaltokhoz alkalmas. Elsősorban Kanadában és az Amerikai Egyesült Államokban használják édesítésre.

## Bővebb leírása
A juharszirup sok ásványi anyagot tartalmaz, de kevés vitamint. A legjobb minőségi osztályokhoz tartozó juharszirup (A, B) borostyánszínű, aromája enyhén karamellás. Hidegen kell tárolni, és így is viszonylag rövid ideig tartható csak el.
A víz mellett a legfontosabb összetevők a következők:
- Szacharóz
- Ásványi anyagok
- Fruktóz
- Proteinek
- Almasav
- Glükóz (csak az aratási idő végén számottevő).

## Története

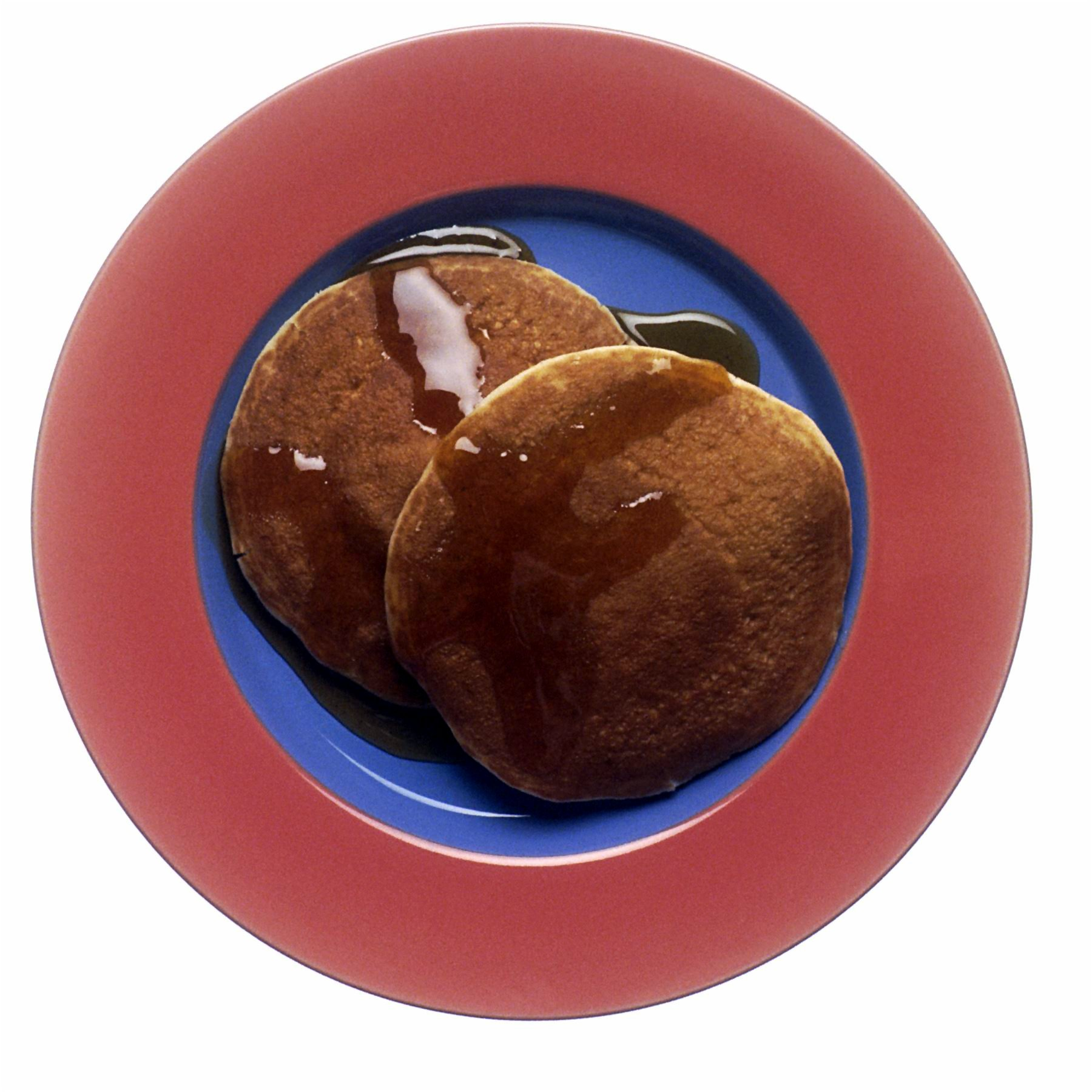
Juharsziruppal ízesített palacsinta

A fa édes nedvét még az őslakos indiánok fedezték fel és alkalmazták a mindennapi étkezésben. A legenda szerint egy irokéz indián a vadászatból hazaérve finom illatot érzett. Felesége egy kivájt fatörzsben összegyűjtött esővízből főzött étellel várta haza férjét. Az étel kellemesen édes lett. Felismerték az összefüggést, és ezután tudatosan gyűjtötték a szirupot. A fákat tomahawkkal sebezték fel, és edényekben felfogták a szirupot. Az indiánok hevített köveket tettek az edénybe, hogy a víz hamarább elpárologjon, és a szirup sűrűbb legyen.
Február-április táján már a nappali hőmérséklet magasabb, de éjjel még fagy. Ekkor fakadnak a rügyek, és indul be a fa nedvkeringése. A fa megcsapolásával az édes lé egy része felfogható anélkül, hogy a fa kárt szenvedne. Hagyományosan fatűzön főzik, és addig sűrítik, amíg el nem éri a 60%-os cukortartalmat. Főzés közben a cukor karamellizálódik, és ez adja a szirup jellegzetes ízét. A szüret kisebb részét nyírfacukorként értékesítik. Hasonló módszert ma is használnak az amatőrök. Ők a főzés alkalmából hagyományosan Sugaring-off Partyt tartanak. 
1790-ben Thomas Jefferson teljes mellszélességgel kiállt a juharcukor mellett a nádcukor ellenében, mivel ez utóbbiak kinyerését főleg fekete rabszolgákkal végeztették el. A polgárháborúig vezető úton pedig a juharszirup és -cukorhasználók többségében a rabszolgaság eltörlését pártolók voltak, sőt, az 1930-as évekig az Egyesült Államok többet is gyártott belőlük, mint Kanada.  Archiválva 2016. április 6-i dátummal a Wayback Machine-ben Napjainkban a kanadai Québec tartományban készül a legtöbb juharszirup, ami a világtermelés 70-80 százalékát adja.

## A szirupkészítés

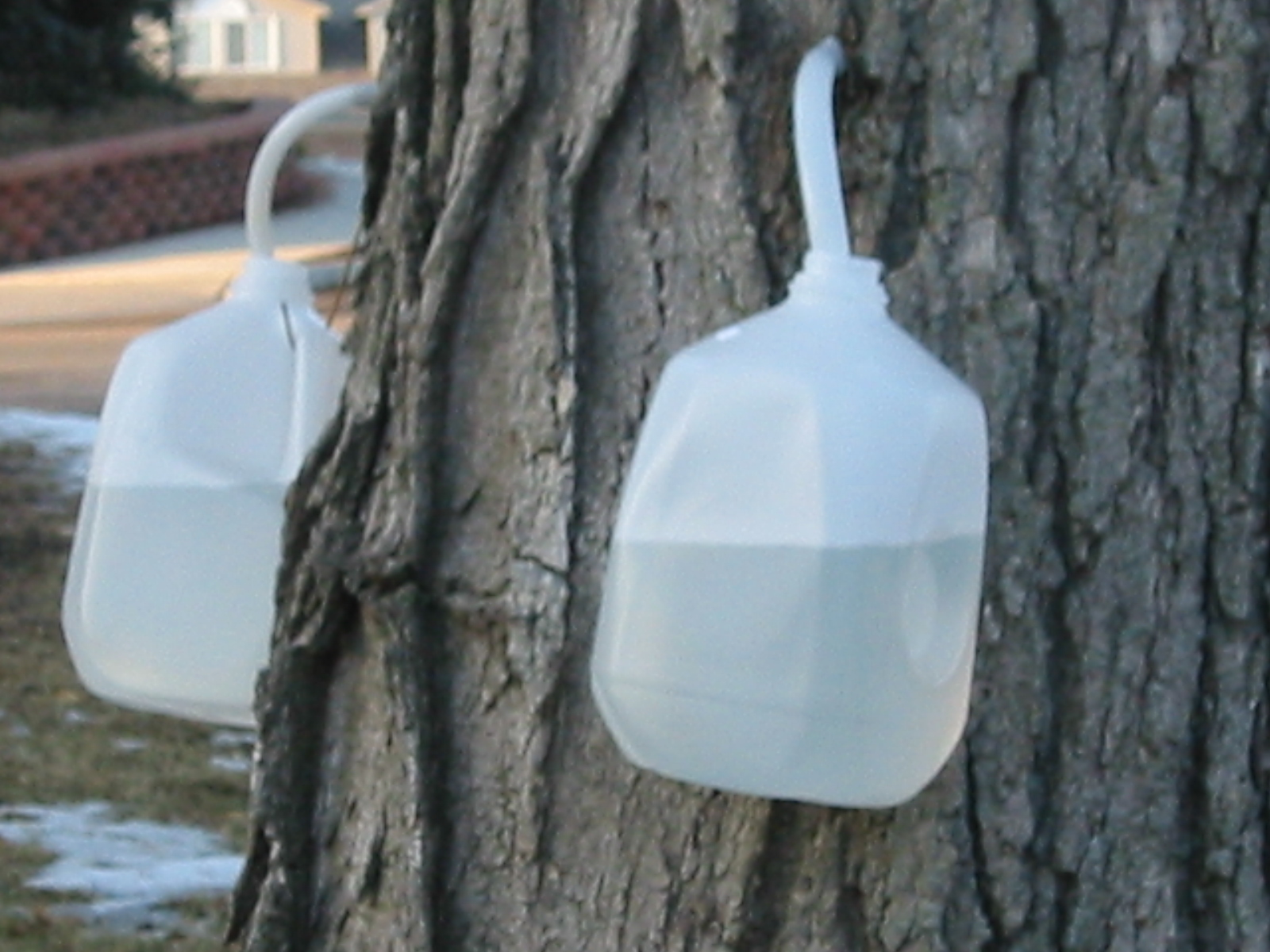
Juharszirup kinyerése

A szirupkészítés egy roppant egyszerű, ám időigényes eljárás, ami a fák megcsapolásával kezdődik. Ez az úgynevezett cukor- vagy juharszezon általában 4-6 hétig tart, a szükséges alapanyagot ez idő alatt lehet kinyerni a fákból. A meleg nyári időszakban a juhar energiát halmoz fel gyökereiben, ami tavaszra cukorrá alakul át. Tavasszal a jellegzetes éghajlatnak köszönhetően a hideg éjszakák és a meleg nappalok hatására a fa bemetszett/megfúrt törzse édes levet enged, melynek nagy része víz. Ez egyedenként átlagosan 20 és 60 liter között van évadonként. Ezt követően a begyűjtött levet beforralva készítik a végleges juharszirupot. A folyamat végére körülbelül 40 liter nedvből lesz egyetlen liter kész termék.
Ma már műanyag csövekkel vezetik a fák nedvét a szállító jármű konténerébe. Ezzel egy  központi helyre viszik a szirupot, A nedvet körülbelül ötvenszer főzik át, hogy elég sűrű legyen. Egy újabb technológia a fordított ozmózis; az így előállított szirup színe és íze különbözik a hagyományostól, mivel a karamellizálódás elmarad. A fák 40 éves koruktól alkalmasak csapolásra. Az  észak-amerikai konyha tipikus alkotóeleme; palacsintákba, fagylaltokhoz, jégkrémekhez, nápolyikhoz és más desszertekhez használják.

## Élettani hatása, fajtái

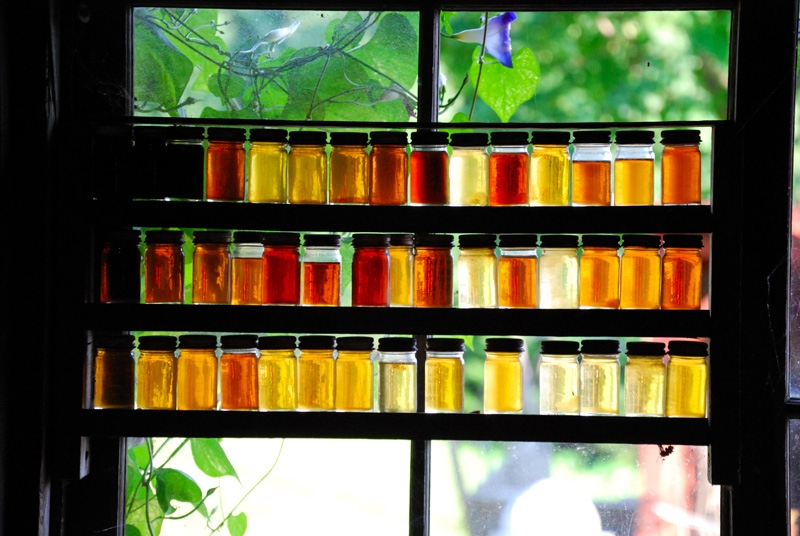
Különböző minőségű juharszirupok

A mézhez hasonlóan a juharszirup is számos fontos élettani hatással bíró anyagot tartalmaz (bár számuk és mértékük nem vetekszik a mézével). Navindra Seeram, a Rhode Island Egyetem kutatója több mint 20 olyan összetevőt talált a kanadai juharszirupban, amit kapcsolatba hoznak az emberi egészséggel: írja egy 2010-es tanulmány. A juharszirupot színük, fényáteresztő képességük, ízük, intenzitásuk szerint A-tól D-ig osztályozzák. Utóbbi a legsötétebb, legintenzívebb. Ez nem minőségre, hanem kizárólag intenzitásra vonatkozó besorolás, ami több tényezőtől függ, mint a juhar fajtájától vagy az időjárástól. Akárcsak a méz, a juharszirup is számtalan ásványi anyagot tartalmaz. Fogyasztása nem csupán azért javallott, mert kalóriaértéke a hagyományos fehér cukorénál alacsonyabb és a szervezetet is kevésbé terheli meg, hanem  mert jótékony összetevői révén immunrendszerünket is támogatja.
Az osztályozást Kanada és az Amerikai Egyesült Államok 2016 december 13-án vezette be. Az osztályozás a színre támaszkodik: az 560 nm-es hullámhosszú sárga fény láthatósága a szirup 10 mm-es rétegén át. A világosabb szirup íze is enyhébb; ezzel szemben a sötét szirup erősen karamellizálódott, így kesernyés. Az Amerikai Egyesült Államokban a processing grade osztályú szirup közvetlen felhasználása tiltott, csak összetevőként alkalmazható.
A mézhez hasonlóan ezt is egyre gyakrabban hamisítják cukor, illetve cukrozott víz hozzáadásával.
| Európai minőségi osztályozás: | Új, közös kanadai-USA minőségi osztály | Régi kanadai minőségi osztály: | Régi USA minőségi osztály: | Íz:           | Szín:             | Fényáteresztő képesség |
| AA                            | Grade A, arany szín enyhe íz           | No. 1 extra light              | A light amber              | finom-enyhe   | nagyon világos    | 75–100 %               |
| A                             | Grade A borostyán szín gazdag íz       | No. 1 light (clair)            | A medium amber             | enyhén aromás | világos           | 50–74,9 %              |
| B                             | Grade A sötét szín robusztus íz        | No. 1 medium                   | A dark amber               | erős          | közepes           | 25–49,9 %              |
| C                             | Grade A nagyon sötét szín erős íz      | No. 2 amber                    | B                          | nagyon erős   | sötét (borostyán) | 0–24,9 %               |
| D                             | Processing grade                       | No. 2 dark                     | B                          | intenzív      | nagyon sötét      | 0–24,9 %               |

## Fordítás
Ez a szócikk részben vagy egészben  az   Ahornsirup című német Wikipédia-szócikk fordításán alapul.  Az eredeti cikk szerkesztőit annak laptörténete sorolja fel. Ez a jelzés csupán a megfogalmazás eredetét és a szerzői jogokat jelzi, nem szolgál a cikkben szereplő információk forrásmegjelöléseként.